# غوستافو رودولفو مندوزا هرنانديز
غوستافو رودولفو مندوزا هرنانديز (بالإسبانية: Gustavo Rodolfo Mendoza Hernández)‏ هو كاهن كاثوليكي غواتيمالي، ولد في 19 أكتوبر 1934 في غواتيمالا في غواتيمالا.